# Bad Dudes vs. Dragon Ninja
Bad Dudes ist ein Arcade-Spiel aus dem Jahr 1988 von Data East. Es ist ein scrollendes Beat ’em up.

## Rahmenhandlung
Mit "Rampant ninja related crimes these days… Whitehouse is not the exception…", beginnt das Intro des Spiels.
Der Spieler schlüpft in die Rolle eines Straßenprüglers namens Blade oder Stryker, die "President Ronnie" (Ronald Reagan) vor seinen Entführern, den "Dragon Ninjas" retten müssen. Ein weiterer Spieler kann den Part des zweiten Charakters übernehmen.

## Beschreibung des Spielablaufs
Das Spiel ist ein typischer Vertreter seines Genres. Der Spieler kämpft sich von links nach rechts durch die Level. Man kann dabei Tritte, Schläge und Sprünge – und Kombinationen daraus – benutzen, um die herannahenden Gegner zu verprügeln.
Im Gegensatz zu zum Beispiel Double Dragon oder Final Fight kann der Spieler jedoch nicht seitwärts in die Tiefe des Raumes gehen, sondern alle Figuren bewegen sich auf derselben einen Linie nach links und rechts. Allerdings kann man manchmal eine Etage rauf- beziehungsweise runterspringen.
Das Spiel ist in verschiedene Level aufgeteilt, in jedem trifft man auf einen zu besiegenden Boss.
Beim erfolgreichen Beenden jedes Levels nahm/en die Spielfigur/en eine „böse“ Pose ein und meinten: "I'm bad!"
Auf dem Weg findet der Spieler Power-ups (Für Zeit- + Energieboni) und auch Waffen (Nunchaku und Messer).
Die verschiedenen Gegnertypen beinhalten unter anderem weibliche und männliche Ninjas und Hunde. Die Angreifer haben verschiedene Attacken: Der normale Ninja geht direkt auf den Spieler los, während manche springen oder Wurfsterne schleudern. Die Endgegner haben ebenfalls eigene Attacken (Karnov speit Feuer etc.).
In den Spielhallen war „Bad Dudes“ als aufrechtes Gehäuse („upright“) vertreten. Die Steuergeräte sind ein 8-Wege-Joystick und zwei Tasten: Eine zum Springen, die andere zum Angreifen (oder interagieren, z. B. Extras/Waffen vom Boden aufheben).
Nachdem der Präsident gerettet ist, erscheint er im Oval Office und meint: "Hey dudes, thanks for rescuing me. Let's go for a burger... Ha! ha! ha! ha!"

## Portierungen
Das Spiel wurde für einige Heimsysteme adaptiert: Apple II, Atari ST, Amiga, Amstrad CPC, Commodore 64, ZX Spectrum, MSX und MS-DOS im Jahr 1988. Am 14. Juli 1989 wurde die NES-Portierung in Japan herausgegeben; eine nordamerikanische Veröffentlichung folgte im selben Jahr, in Europa 1990.
Die 8-bit-Versionen (auch die NES-Version gehört dazu) hatten keinen kooperativen Zweispielermodus mehr, bei dem beide Spieler gleichzeitig spielen konnten, sondern nur abwechselnd.
Das Intro auf dem NES war leicht verändert: "The President has been kidnapped by ninjas. Are you a bad enough dude to rescue the President?" Der Präsident ähnelte Reagan nicht mehr – Zweifellos eine Auswirkung von Nintendos Haltung, keine Spiele für NES, Game Boy oder SNES (inkl. Verpackung und Bedienungsanleitung) herauszugeben, die "subliminal political messages or overt political statements"enthalten.

## Dies und das
- Das Spiel kam dank ironischem Humor zu einem gewissen Kultstatus. Da ist beispielsweise die Einführung durch den United-States-Secret-Service-Agenten: President Ronnie has been kidnapped by the ninjas. Are you a bad enough dude to rescue Ronnie?
- Der erste Endgegner, Karnov, hat ein eigenes Spiel, “Karnov”, ebenfalls von Data East – und somit ist sein Erscheinen in „Bad Dudes“ ein Cameo-Auftritt.

Die Hintergrundmusik während dieses ersten Bosskampfes ähnelt denn auch jener in Karnov. Die Spielanleitung für die NES-Version sagt, es sei ein Mysterium, dass Karnov mit den Ninjas zusammenarbeite.
- Das Spielhallenspiel kommt im Film Eine Wahnsinnsfamilie (OT: Parenthood) vor: Der Sohn von Steve Martins Filmfigur wundert sich, weshalb das Spiel so schwierig sei und Steve Martin, um Worte ringend, meint: "Because they're… bad dudes!"
- Das Spiel kommt in RoboCop 2 vor. Wenn Robocop Officer Duffy in der Spielhalle gegenübersteht, wirft er ihn in einen Spielautomaten. Der Name des Spiels ist zuerst verschwommen, aber einmal kann man deutlich lesen "… DUDES - vs dragon ninja", und ein "Data East"-Logo auf der Seite der Maschine erkennen; Data East hat das Robocop-Arcade-Spiel entwickelt, und später auch eines für dessen Nachfolgefilm.
- Auf dem Album "The Fake Sound of Progress" der britischen Prog-Metal-Band Lostprophets ist ein Lied namens Shinobi vs. Dragon Ninja. Der Titel ist eine Anspielung auf die Spiele Shinobi-Spielereihe und Bad Dudes vs. Dragon Ninja.
- Drei Tage nach den Anschlägen auf das World Trade Center am 11. September 2001 hat Tom Fulp von Newgrounds ein Spiel namens "Bad Dudes vs. Bin Laden" veröffentlicht, eine inhaltlich modifizierte Flash-Version des Spiels, in dem das Ziel darin bestand, Osama bin Laden zu verdreschen.
- Einer der Endgegner gleicht Shredder aus “Teenage Mutant Ninja Turtles”, ein anderer dem Pro-Wrestler "Hawk" von Legion of Doom.